# نگهدارنده
نگهدارنده یا کلمپ برای نگهداری بافت و سایر مواد در هنگام عمل جراحی طراحی شده‌اند.

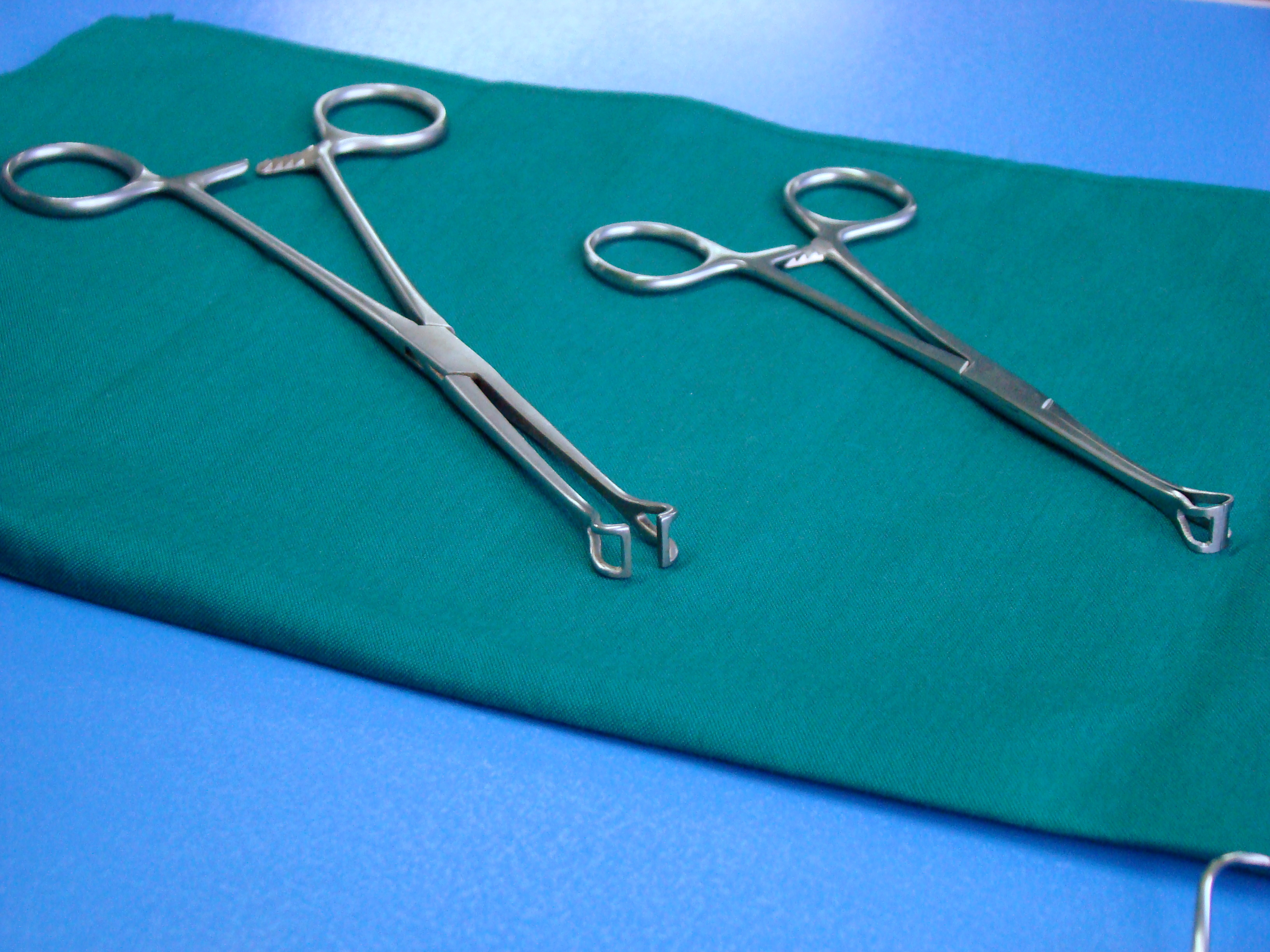
کِلَمپ بابکوک

## اجزای اصلی هر کِلَمپ
1. حلقه انگشتی (Finger ring)
2. دسته (shank) (متناسب با عمق عمل)
3. ضامن قفل (Ratchet)
4. مفصل یا جعبه قفل (Box lock)
5. دهانه (Jaw) (کاربرد وسیله را بیان می‌کند)[۲]

## انواع کِلَمپ
هموستات _ آلیس _ کلمپ بابکوک _ چنگ زننده‌ها و نگه دارنده‌ها _ سوزن گیر _ شان‌گیر
- کلمپ هموستات

این وسیله جهت بندایش خون بکار گرفته می‌شود. کلمپ هموستات (کلمپ هموستاتیک یا هموستاز) ابزار حیاتی در انجام هر گونه عمل جراحی از قبیل عمومی یا اختصاصی به حساب می‌آید و در ست جراحی عمومی و اختصاصی یافت می‌شود. مهمترین ویژگی این وسیله که کاربرد آن را تعریف می‌کند دهانه آن است که به صورت کرو (خمیده) یا رایت (صاف) می‌باشد و بر همین اساس نام‌های دیگری نیز به خود می‌گیرد.
انواع کلمپ هموستات: کوخر(Kocher) - کلی (Kelly)- کِلَمپ بند ناف
- کلمپ بابکوک

جهت دربرگرفتن احشاء نرم و دور کردن آن‌ها از مکان اصلی بکار می‌رود. در یک ست جراحی عمومی یافت می‌شود.
- کلمپ کوخر

جهت گرفتن بافت‌های سفت مانند فاشیا بکار می‌رود. دهانه آن به شکل V می‌باشد.
- شان گیر

جهت درپ کردن شان‌های بیمار بر روی تخت جراحی بکار می‌رود.

## نگارخانه

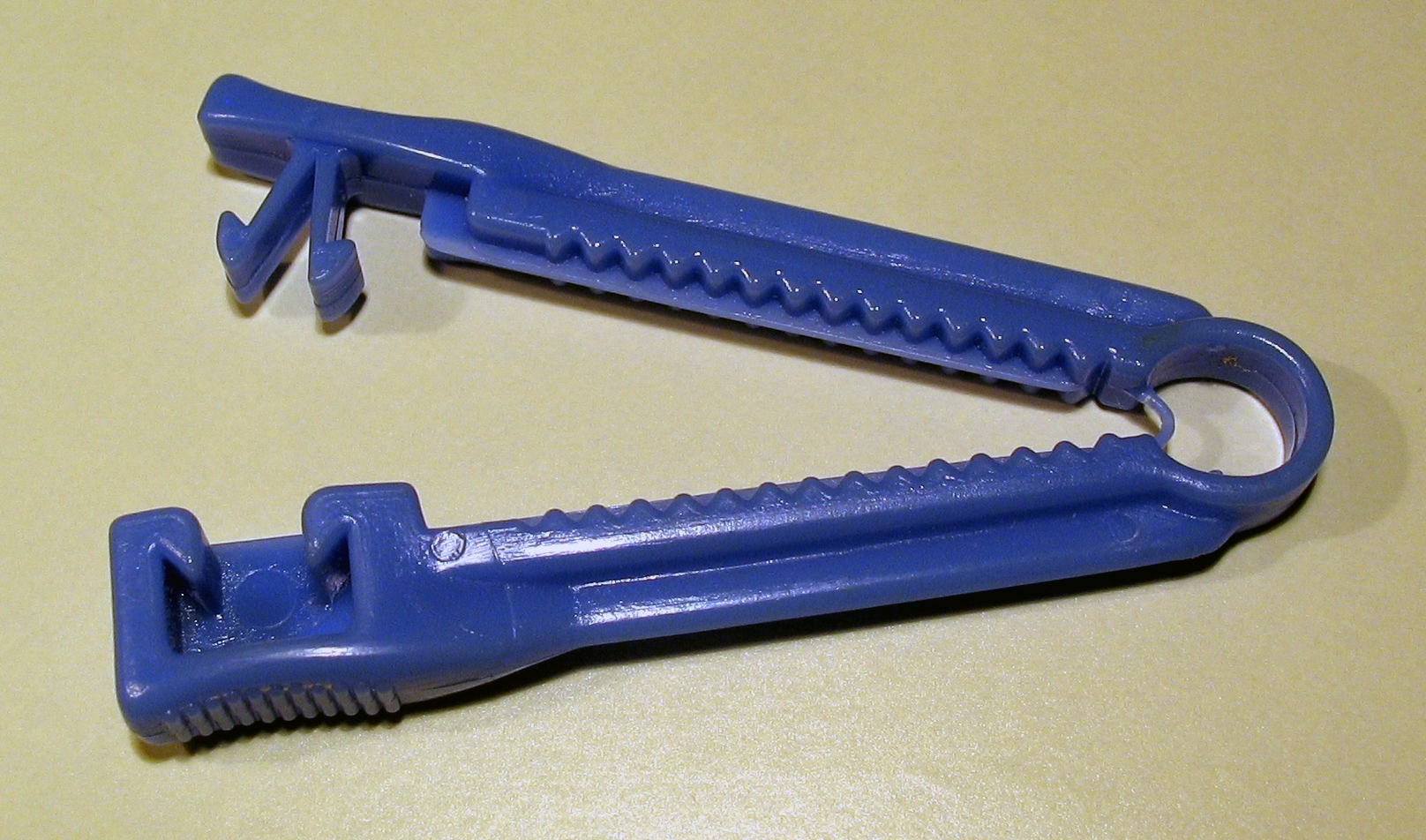
کلمپ بندناف
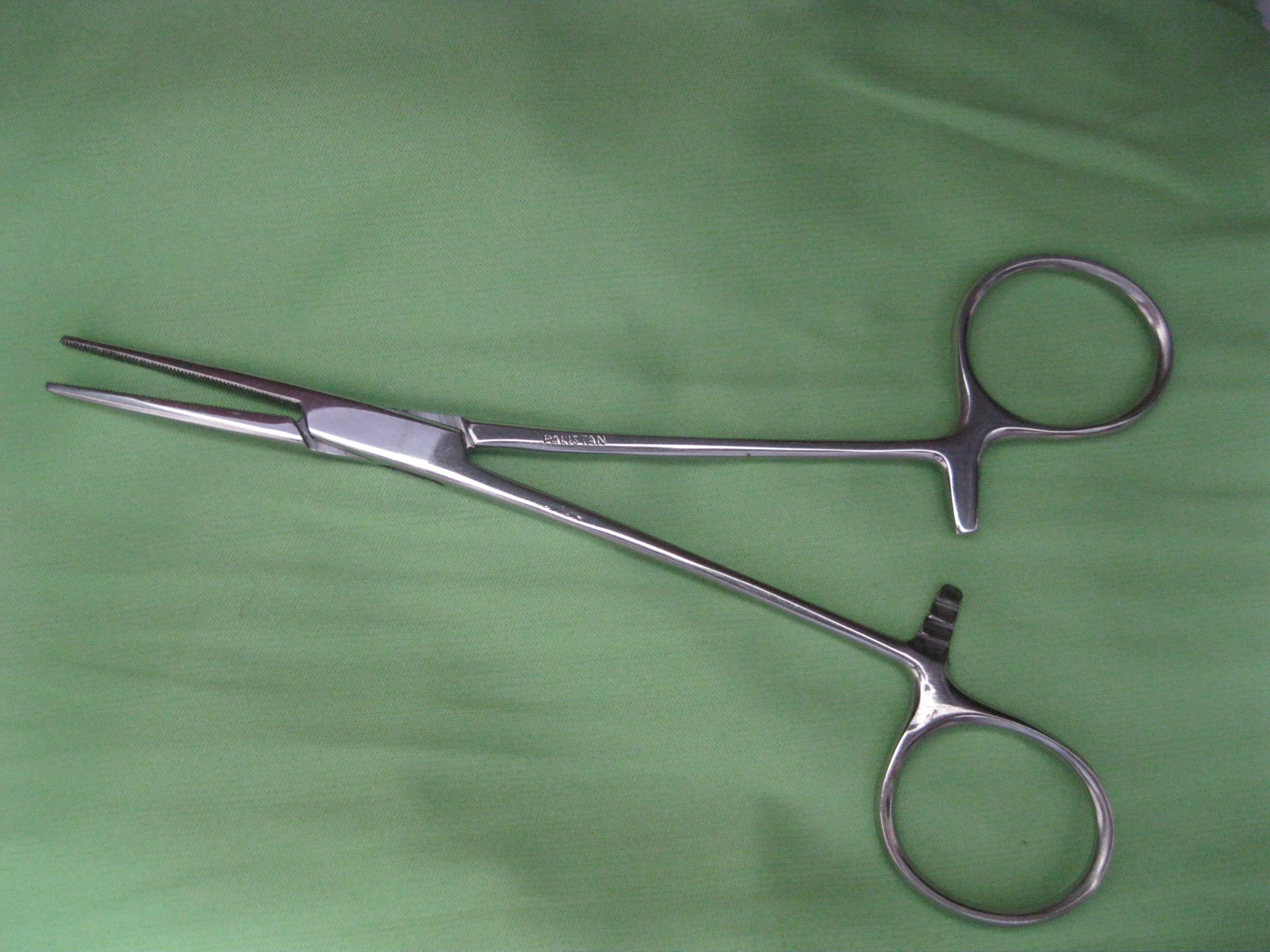
هموستات
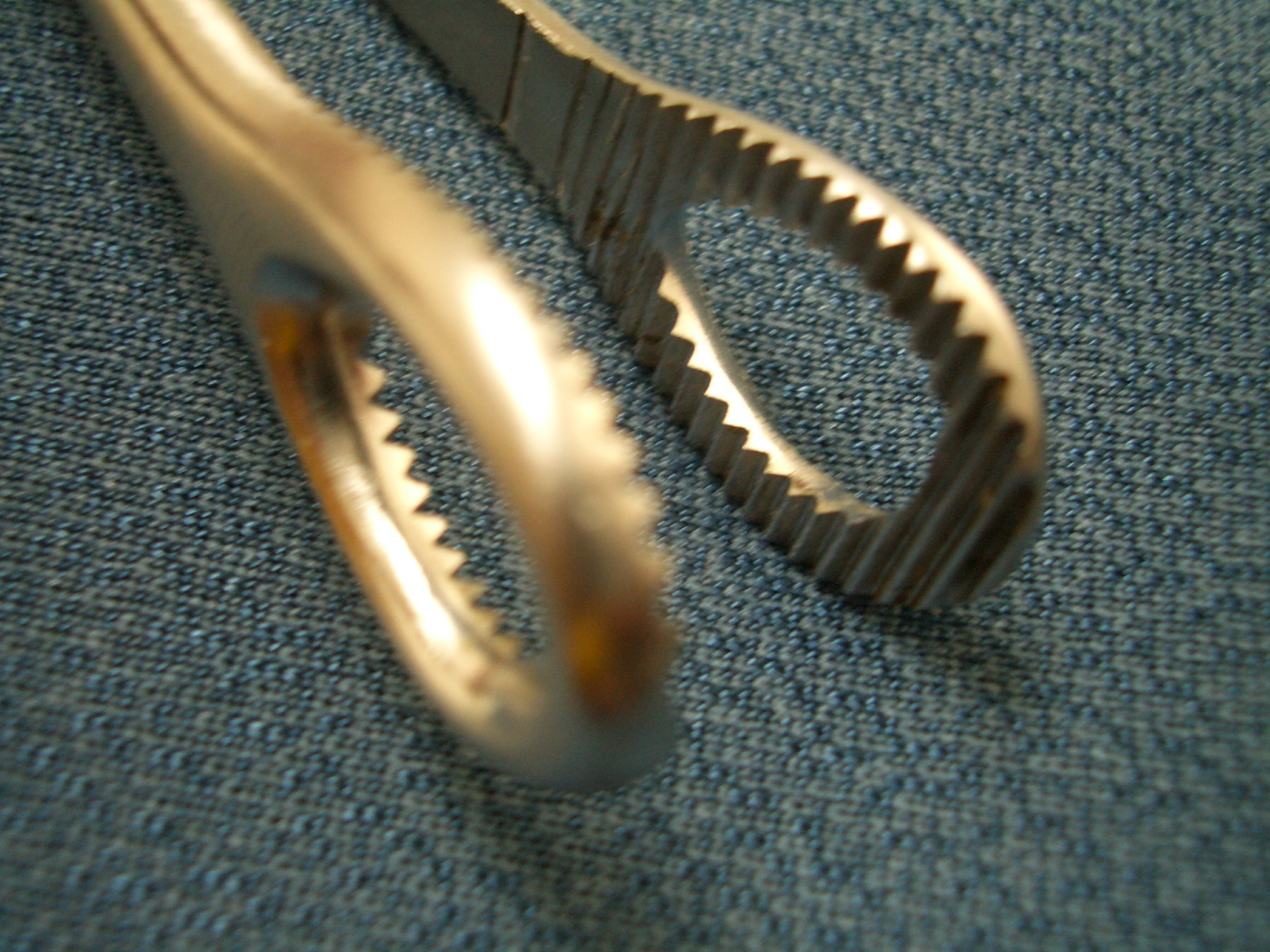
کِلَمپ فورستر
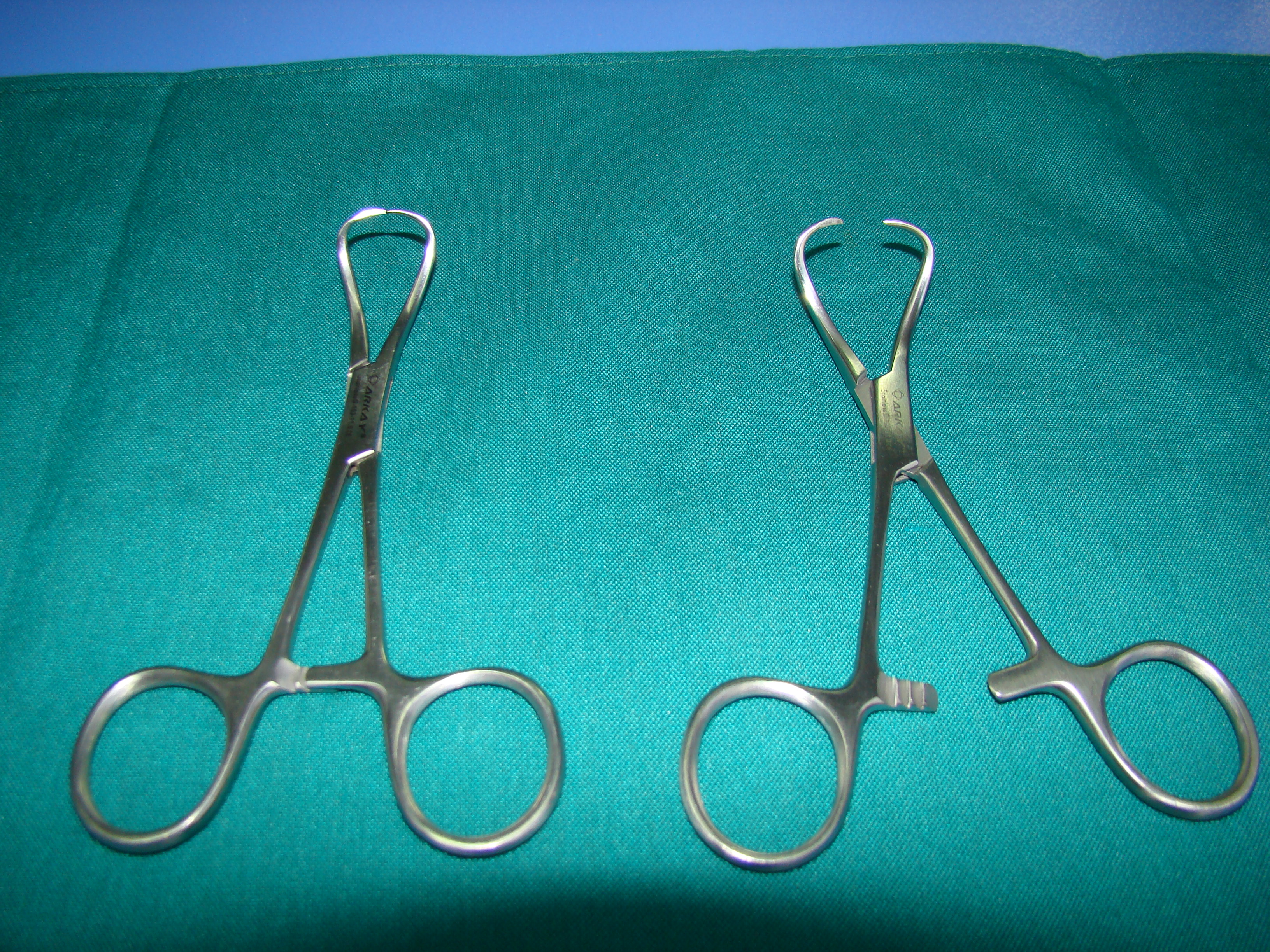
شان گیر
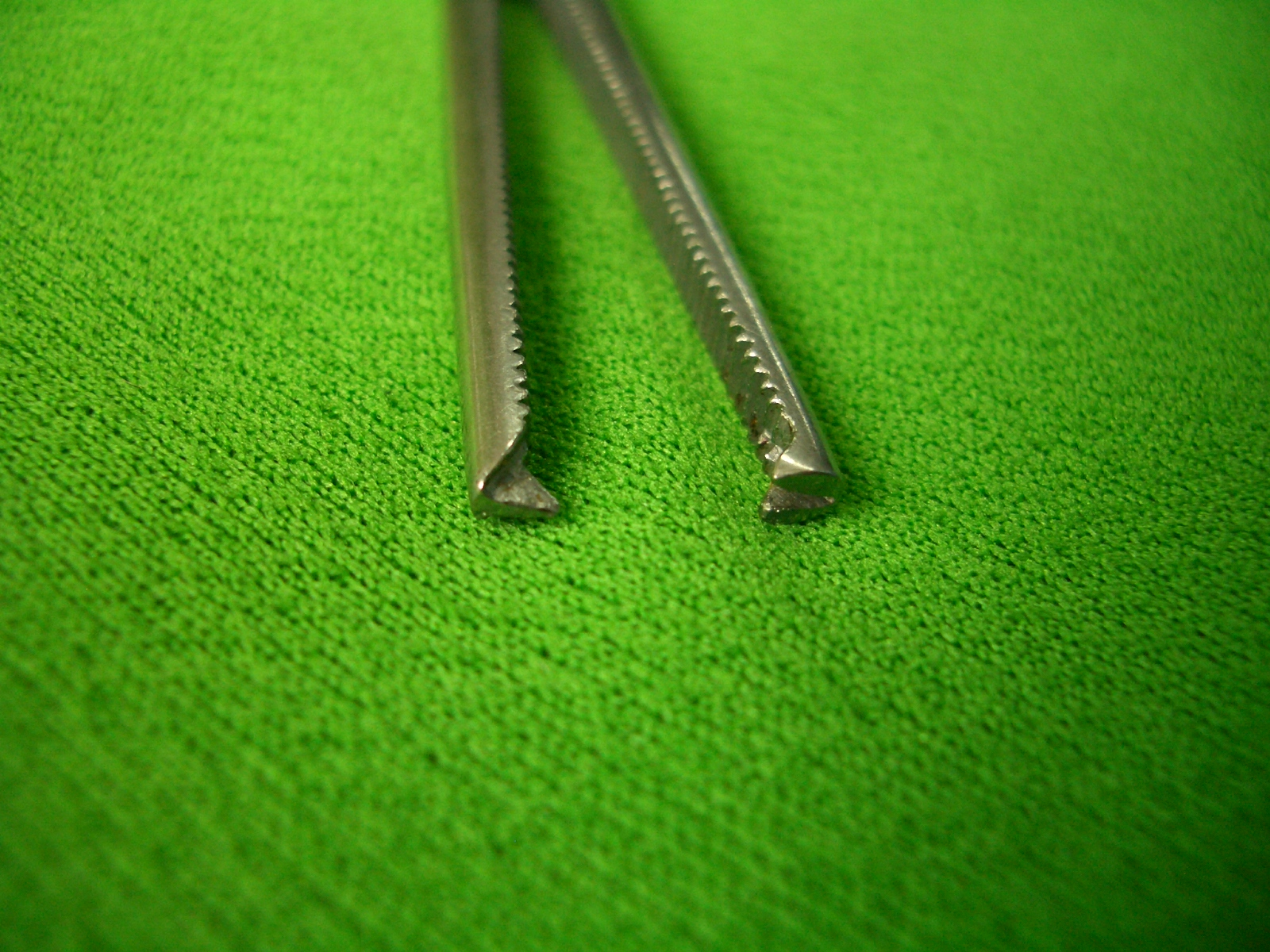
کِلَمپ کوخر
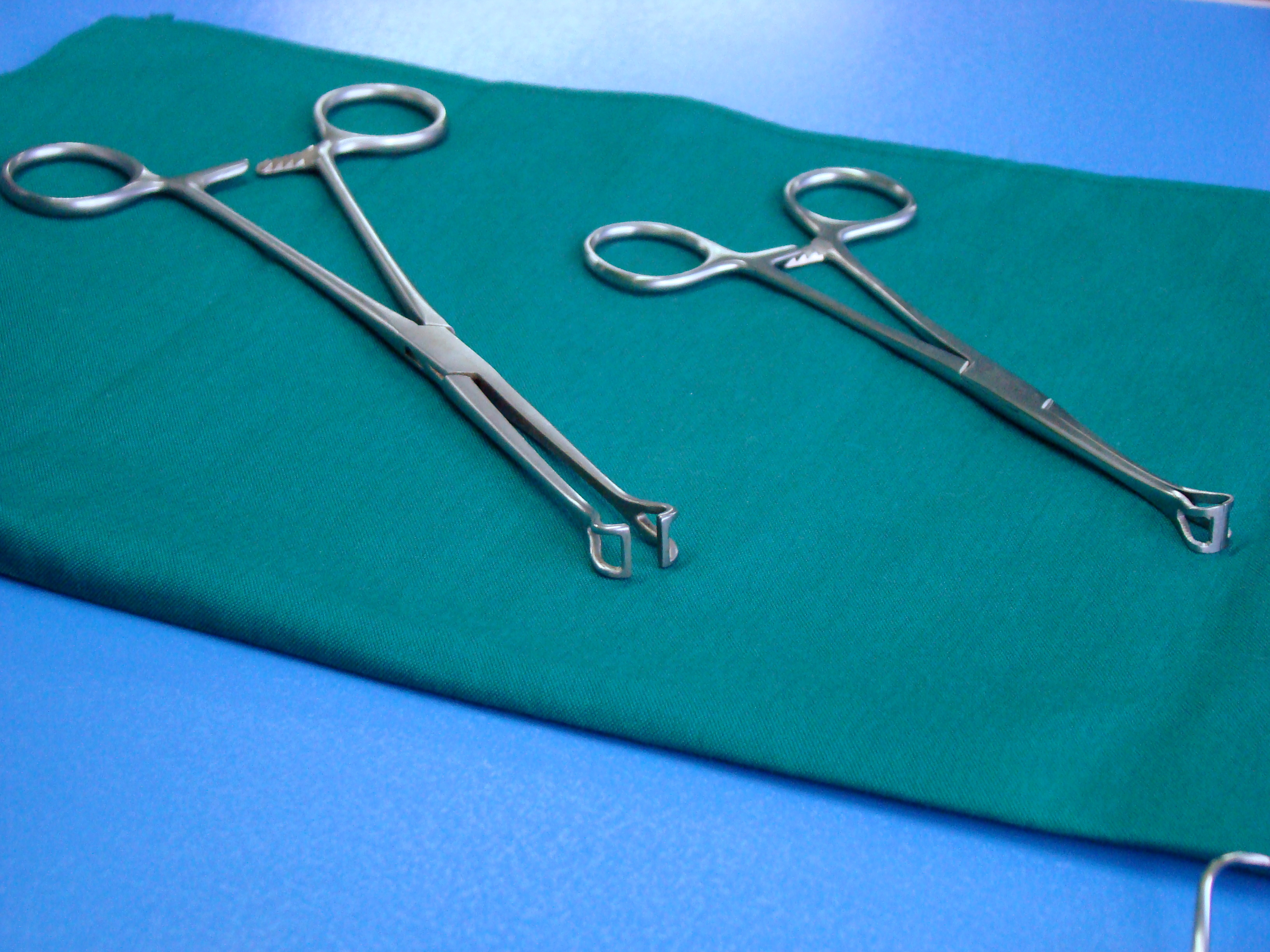
کِلَمپ بابکوک